# Asphalt Massaka 2
Asphalt Massaka 2 ist das zweite Soloalbum des Düsseldorfer Rappers Farid Bang. Es wurde am 12. März 2010 über das Label German Dream (313 JWP/Sony Music) veröffentlicht.

## Inhalt
Auf vielen Tracks des Albums werden Rapper wie zum Beispiel Franky Kubrick, Fler, Sido, MOK oder B-Tight gedisst. Jedoch gibt es auch die Storyteller-Tracks Vom Tellerwäscher zum Millionär und Schwer ein Mann zu sein und den etwas ernsteren Track Noch einmal, in dem er sein Leben widerspiegelt und Sachen aufzählt, welche er gerne noch einmal machen würde.

## Produktion
Für die Produktion des Albums wurden mehrere Hip-Hop-Produzenten verpflichtet. Die meisten Beats produzierte der bei Selfmade Records unter Vertrag stehende Rizbo. Er ist für Gangsta Musik, Gangbanger 2, Wer will Beef und Ey yo verantwortlich. Juh-Dee hat die Titel Immer noch ein Bastard, Es ist soweit und Vom Tellerwäscher zum Millionär produziert. Der Produzent Illthinker ist für die musikalische Untermalung der Songs Banger Musik, Stress ohne Grund und Noch einmal zuständig. Der Nachwuchsproduzent Joshimixu produzierte die Beats vom Intro und zum Lied Goodfella. Für die musikalische Untermalung von Schwer ein Mann zu sein sorgte der ersguterjunge-Produzent Decay. Kingstrumentals, welches aus DJ Katch & Efe besteht, produzierte den Track Ich bin Düsseldorf und Abaz, der bisher viele Beats für Massiv beigesteuert hatte, produzierte den Song Klick klick boom. Alle Stücke wurden von Kingsize im GD Studio abgemischt. Für das Mastering sorgte Sascha „Busy“ Bühren im TRUEBUSYNESS.com Studio.

## Gastbeiträge
Auf zehn Liedern des Albums sind Gastbeiträge anderer Künstler zu finden. So wird Farid Bang von seinem Labelchef Eko Fresh beim Song Immer noch ein Bastard unterstützt und der Rapper Bass Sultan Hengzt ist auf Gangsta Musik vertreten. German-Dream-Kollege Summer Cem hat einen Gastpart bei Es ist soweit und Stress ohne Grund, während Farid Bangs Kollabo-Partner Kollegah auf Ey yo zu hören ist. Al-Gear ist beim Song Gangbanger 2 und neben Capkekz auf Klick klick boom vertreten. Zudem hat die Sängerin Layouna einen Auftritt bei Vom Tellerwäscher zum Millionär und der Sänger G-Style ist auf Banger Musik zu hören. Außerdem ist Manuellsen (Schwer ein Mann zu sein) auf einem Lied des Albums vertreten.

## Covergestaltung
Das Albumcover zeigt eine Hand, die durch den Asphalt der Straße ragt und ein Schild mit der Aufschrift Asphalt Massaka 2 emporhält.
Die Fotos des Booklets wurden von Acram Chaabeni geschossen. Die anschließende Fotobearbeitung als auch die Gestaltung des Artworks wurden von Simon Zeller durchgeführt.

## Titelliste
| #  | Titel                           | Gastmusiker         | Produzent      | Länge |
| -- | ------------------------------- | ------------------- | -------------- | ----- |
| 1  | Intro                           |                     | Joshimixu      | 3:08  |
| 2  | Banger Musik                    | G-Style             | ILLthinker     | 3:23  |
| 3  | Immer noch ein Bastard          | Eko Fresh           | Juh-Dee        | 3:44  |
| 4  | Es ist soweit                   | Summer Cem          | Juh-Dee        | 4:18  |
| 5  | Vom Tellerwäscher zum Millionär | Layouna             | Juh-Dee        | 3:56  |
| 6  | Goodfella                       |                     | Joshimixu      | 4:30  |
| 7  | Stress ohne Grund               | Summer Cem          | ILLthinker     | 2:58  |
| 8  | Gangsta Musik                   | Bass Sultan Hengzt  | Rizbo          | 3:55  |
| 9  | Schwer ein Mann zu sein         | Manuellsen          | CeeJay Beats   | 4:15  |
| 10 | Ich bin Düsseldorf              |                     | DJ Katch & Efe | 3:40  |
| 11 | Gangbanger 2                    | Al-Gear             | Rizbo          | 4:14  |
| 12 | Wer will Beef                   |                     | Rizbo          | 4:32  |
| 13 | Klick klick boom                | Capkekz und Al-Gear | Abaz           | 4:24  |
| 14 | Ey yo                           | Kollegah            | Rizbo          | 3:50  |
| 15 | Noch einmal                     |                     | ILLthinker     | 3:55  |

## Vermarktung
Zunächst wurde das Stück Wer will Beef auf Farid Bangs Website am 5. Februar 2010 zum kostenlosen Download bereitgestellt. Des Weiteren wurde ein Snippet, das ausschnittsweise die Titel des Albums anspielt, am 24. Februar 2010 im Internet zur Verfügung gestellt. Am 25. Februar 2010 wurde das Video von Es ist soweit veröffentlicht, in dem unter anderem Eko Fresh und der Profi-Fußballspieler Kevin Kurányi zu sehen sind. Die Single zum Lied erschien einen Tag später. Am 10. März 2010 wurde ein zweites Video mit Bass Sultan Hengzt zu Gangsta Musik veröffentlicht. Schließlich fand am 12. März 2010 eine sogenannte „Releaseparty“ im Düsseldorfer Club Noir statt, bei der, abgesehen von Kollegah, alle auf dem Album vertretenen Künstler auftraten.

## Chartplatzierungen und Singles
Asphalt Massaka 2 stieg in der 13. Kalenderwoche des Jahres 2010 für eine Woche auf Platz 56 in die deutschen Album-Charts ein. Damit gelang Farid Bang sein erster Charteinstieg als Solokünstler. Außerdem wurde die Single Es ist soweit am 26. Februar 2010 digital veröffentlicht, diese konnte sich jedoch nicht in den Top 100 platzieren.

## Kritiken
| Professionelle Bewertungen | Professionelle Bewertungen |
| -------------------------- | -------------------------- |
| Kritiken                   |                            |
| Quelle                     | Bewertung                  |
| laut.de                    | [ 8 ]                      |
| rap.de                     | [ 9 ]                      |
| rappers.in                 | [ 10 ]                     |

Das Online-Magazin laut.de bewertete Asphalt Massaka 2 mit zwei von möglichen fünf Punkten und merkte an, dass Provokation allein noch kein Entertainment macht:

„Sicher, hier und da sind ein paar ganz nette Lines dabei, aber unter dem Strich ist ‚Asphalt Massaka 2‘ ein im hinteren Drittel angesiedelter Beef-Eintopf. Und selbst wenn die Scheibe mit tausend trickreichen Punchlines aufwartet: Ich werde es niemals erfahren, denn die Platte motiviert mich nicht, diese durch zigfaches Anhören zu entdecken. [...] mangelnder Einfallsreichtum, anstrengend monotoner Flow und ein nasal-verschlepptes Rumgestänkere, das auch beim aufgeschlossensten Zuhörer unwillkürlich den Verdacht unzureichender Gehirnlüftung evoziert. Kurzum: Provokation alleine macht noch kein Entertainment. Wer hieran Spaß hat, kauft auch das Ticket nicht des Spiels, sondern der Schlägerei wegen.“

## Trivia
Der im Video zum Lied Es ist soweit zu sehende Fußballspieler Kevin Kurányi distanzierte sich später von seinem Auftritt. Nachdem er das komplette Video gesehen hatte, informierte er seinen Verein FC Schalke 04. Christoph Pieper, Sprecher des Fußballvereins, erklärte, Kurányi sei „gelinkt worden“. Er habe an dem Videodreh teilgenommen, ohne den Liedtext gekannt zu haben. Zudem sei keine Einwilligung zur Verwendung der Bilder durch den Fußball-Profi erfolgt. Aus der offiziellen Version des Videos wurde Kurányi daraufhin herausgeschnitten.